# NTFS
NTFS (від англ. New Technology File System — «файлова система нової технології») — стандартна файлова система для сімейства операційних систем Microsoft Windows NT.

## Опис
NTFS замінила файлову систему FAT, яка використовувалася в MS-DOS і попередніх до Windows NT версіях Microsoft Windows. NTFS підтримує систему метаданих і використовує спеціалізовані структури даних для зберігання інформації про файли для поліпшення продуктивності, надійності і ефективності використання дискового простору. NTFS має вбудовані можливості розмежовувати доступ до даних для різних користувачів і груп користувачів, а також призначати квоти (обмеження на максимальний обсяг дискового простору, займаний тими чи іншими користувачами). NTFS використовує систему журналювання для підвищення надійності файлової системи.
У Файловій системі NTFS відсутнє розділення на атрибути.
Розрізняють декілька версій NTFS: v1.2 використовується в Windows NT 3.51 і Windows NT 4.0, v3.0 поставляється з Windows 2000, v3.1 — з Windows XP і Windows Server 2003. Іноді останні версії позначають як v4.0, v5.0 і v5.1 відповідно до версій Windows NT, з якими вони поставляються.